# Ares (divinitat escita)
Ares (en grec antic: Αρης) era una divinitat escita, de la qual parla Heròdot, però no en diu el seu nom escita, a diferència d'altres divinitats que també presenta. Afirma que era la més important de les divinitats, juntament amb la tríada de déus escites: Tabiti, Api i Papeu. L'assimila a Ares, el déu grec de la guerra, i diu que era l'únic déu que tenia representació física, ja que els escites no feien imatges. Els escites i els sàrmates el representaven amb una espasa anomenada acínaces clavada enlaire al damunt d'un altar quadrat fet de branques i de terra, que tenia tres costats verticals i el quart era inclinat per permetre'n l'accés. El déu escita «Ares» rebia sacrificis cruents, i com que es representava en forma d'espasa és innegable la seva funció militar.
L'acínaces ritual era de ferro (άκινάκης σιδήρεος) i amb ella sacrificaven bestiar i cavalls a Ares, segons Heròdot per mostrar la gran importància d'aquest déu sobre els altres. També s'oferien a Ares sacrificis humans, i un de cada cent enemics fets presoners es matava en honor al déu de la guerra. Primer es regava amb vi el cap de la víctima i se'l degollava, guardant la sang en un vas que després s'abocava sobre l'acínaces. Finalment, tallaven el braç dret de la víctima a l'alçada de l'espatlla i la llançaven amunt.
L'alçada del túmul que formava l'altar d'Ares, i el ritual de llançar cap al cel el braç dret dels presoners sacrificats, mostren la naturalesa celestial d'Ares com a déu de l'espai aeri, i es creu que estava associat als déus del cel i del vent, Vāta i Vāyuu, divinitats del zoroastrisme. Llucià de Samosata diu que els escites adoraven el vent i l'espasa com a déus, fent referència a la naturalesa dual d'Ares, com un déu, tant del vent, que dona vida, i de l'espasa, que porta la mort.
Els veïns tracis dels escites també representaven el seu déu de la guerra amb una espasa de ferro i li oferien sacrificis sagnants i libacions de vi, encara que es desconeix si els tracis van adoptar aquest costum dels escites o al revés.
Els sàrmates representaven de manera similar el seu Ares, en forma d'espasa plantada dreta amb la punta cap a dalt. Segons Tadeusz Sulimirski, aquesta forma de culte va seguir entre els descendents dels sàrmates, els alans, fins al segle iv. Aquesta tradició es pot constatar en l'afirmació de Jordanes (segle vi) quan diu que Àtila havia obtingut una espasa sagrada escita que havia caigut del cel, que ell anomenava «Espasa de Mart», i creia que el feia molt poderós a la guerra i que el convertiria en el «príncep del món sencer».